# P503iS
mova P503iS（ムーバ・ピー ごー まる さん アイ エス）は、松下通信工業（現パナソニック モバイルコミュニケーションズ）製のNTTドコモの第二世代携帯電話(mova)端末である。

## 概要
iアプリ対応の携帯電話として発売された。松下の50Xシリーズとしては、初の折りたたみ型になった。また、50Xシリーズの折りたたみ型としては、初めて背面ディスプレイが装備された。基本性能はP503iに準じるが、iアプリ実行速度が2倍になり、保存件数もP503iの7件から10件に増えている。また、液晶が若干大型化され、電池の持ちも良くなり、P503iに見られたバグもなくなった。

## 歴史
- 2000年10月23日　テレコムエンジニアリングセンター(TELEC)による技術基準適合証明（技術基準適合証明番号WAA0096219～0096318）
- 2000年12月11日　電気通信端末機器審査協会による技術基準適合認定の設計認証（設計認証番号A00-1284JP、J01-0355）
- 2000年12月18日　TELECによる技術基準適合証明の工事設計認証（工事設計認証番号WAA0101）
- 2001年3月7日　　TELECによる技術基準適合証明の工事設計認証（工事設計認証番号WAA0111）
- 2001年5月1日　  ドコモから発表。
- 2001年5月8日　　発売。
- 2003年1月6日　　TELECによる技術基準適合証明の工事設計認証（工事設計認証番号01WAA1063）
- 2012年3月31日　 movaサービス終了により使用はこの日限りとなる。